# قشلاق بیگ‌علی سفلی
قشلاق بیگ علی سفلی یک روستا در ایران است که در استان اردبیل واقع شده‌است. قشلاق بیگ علی سفلی ۵۲ نفر جمعیت دارد.